# Joseph Bermingham
Joseph Bermingham (9 mai 1919 – 11 août 1995) est un homme politique du Parti travailliste irlandais.

## Biographie
Bermingham est né à Castlemitchell, dans le comté de Kildare. Il fait ses études à l'école Frères chrétiens d'Athy et à l'Institut O'Brien de Dublin. Bermingham travaille comme commerçant avant d'être élu en 1967 membre du conseil du comté de Kildare. Il est battu aux élections générales de 1969 et aux élections partielles de 1970. Il est élu au 20e Dáil en tant que député travailliste pour la circonscription de Kildare aux élections générales de 1973.
Après les élections générales de 1981, les travaillistes et le Fine Gael forment un gouvernement de coalition. Bermingham est nommé au poste de ministre d'État au ministère des Finances chargé du Bureau des travaux publics. Il occupe ce poste jusqu'au début de 1982, lorsque le gouvernement de Garret FitzGerald tombe lors du vote sur le budget. Lorsqu'une nouvelle coalition Fine Gael – Parti travailliste arrive au pouvoir après les élections générales de novembre 1982, Bermingham retrouve le même poste. Il perd ce poste dans le cadre d'un remaniement en février 1986.
Bermingham démissionne du Parti travailliste en juin 1986, ce qui laisse les partis gouvernementaux en minorité au Dáil,. Il ne se représente pas aux élections générales de 1987. Il reste actif dans la politique locale et est élu au conseil du comté de Kildare en 1991 en tant qu'indépendant.